# كيفن بريمنير
كيفن بريمنير (بالإنجليزية: Kevin Bremner)‏ هو لاعب كرة قدم ومدرب كرة قدم بريطاني في مركز الهجوم، ولد في 7 أكتوبر 1957 في Banff, Aberdeenshire ‏ في المملكة المتحدة. لعب مع برايتون أند هوف ألبيون وبرمنغهام سيتي وشروزبري تاون وكولتشستر يونايتد ونادي بليموث أرجايل ونادي بيتربورو يونايتد ونادي دندي ونادي ريدنغ ونادي ريكسهام ونادي غيلينغهام ونادي ميلوول.